# Prowokacja (zespół muzyczny)
Prowokacja – jeden z zespołów punk rockowych czasów PRL. Zespół powstał w 1984 roku w Ostrowie Wielkopolskim na dwa tygodnie (jak utrzymują muzycy) przed festiwalem w Jarocinie '84, którego stali się jednymi z laureatów obok Moskwy i Siekiery. We wrześniu 1984 roku wystąpili na II Grand Festiwalu Róbrege. W następnym roku zostali zaproszeni jako goście na festiwal w Jarocinie. Od tego czasu słuch zaczął o nich stopniowo zanikać. Zakończyli działalność około 1993 roku.

## Muzycy
- „Major” – Sławomir Majchrzak – śpiew
- „Mały” – Maciej Chudy – gitara, śpiew
- „Slim” – Jacek Chudy – bas
- „Azor” – Piotr Jezierski – perkusja

## Dyskografia
Oficjalna:
- Prawo do życia, czyli kochanej mamusi – utwór na LP Fala (Polton 1985)

Bootlegi:
- Koncert Jarocin '84 – MC (1984)
- Koncert Jarocin '85 – MC (1985)
- Split – MC (1987) – split razem z Kolaborantami